# Chen Changjie
Chen Changjie (chinesisch 陈昌杰, * 4. Januar 1959) ist ein ehemaliger chinesischer Badmintonspieler.

## Karriere
Chen Changjie siegte 1981 bei den World Games, wo er im Finale Morten Frost bezwang. 1982 gewann er mit dem chinesischen Team den Thomas Cup und ein Jahr später wurde er Asienmeister. Bei den All England 1982 und der Badminton-Weltmeisterschaft 1983 verlor er im Viertelfinale jeweils gegen Liem Swie King. 1984 heiratete er Zhang Ailing, ebenfalls eine Weltklassebadmintonspielerin, und zog sich vom Leistungssport zurück.

## Sportliche Erfolge
| Saison | Veranstaltung                | Disziplin    | Platz | Name                         |
| ------ | ---------------------------- | ------------ | ----- | ---------------------------- |
| 1981   | World Games                  | Herreneinzel | 1     | Chen Changjie                |
| 1981   | Austrian International       | Mixed        | 1     | Chen Changjie / Chen Ruizhen |
| 1981   | Austrian International       | Herreneinzel | 1     | Chen Changjie                |
| 1982   | Thomas Cup                   | Team         | 1     | China                        |
| 1982   | Asienspiele                  | Herreneinzel | 3     | Chen Changjie                |
| 1983   | Badminton-Asienmeisterschaft | Herreneinzel | 1     | Chen Changjie                |